# Chrysopilus
Genre
Chrysopilus est un genre d'insectes diptères brachycères prédateurs, ressemblant quelque peu à des mouches. Il comporte plus de 300 espèces sans compter les espèces éteintes. On le trouve parfois fossilisé, emprisonné dans de l'ambre.
Une espèce répandue en Europe est Chrysopilus cristatus (Fabricius, 1775).

## Liste des espèces
- C. aequalis (Walker, 1848)
- C. aequicellulatus (Frey, 1954)
- C. alaskaensis Hardy, 1949
- C. albobasalis Brunetti, 1920
- C. albopictus Brunetti, 1909
- C. aldrichi James, 1936
- C. alpicola (Pokorny, 1886)
- C. alternatus Brunetti, 1920
- C. amamiensis Nagatomi, 1968
- C. americanus (Schiner, 1868)
- C. amurensis Soboleva, 1986
- C. andersoni Leonard, 1930
- C. andicola Lindner, 1924
- C. andringitrensis Stuckenberg, 1965
- C. androgynus Paramonov, 1962
- C. angustifacies Hardy, 1949
- C. angustifrons Frey, 1954
- C. ankaratrae Stuckenberg, 1965
- C. anthracinus Bigot, 1887
- C. antipoda Bigot, 1887
- C. antongilensis Stuckenberg, 1965
- C. apicalis Wulp, 1882
- C. apicimaculatus Yang & Yang, 1991
- C. apyros Séguy, 1948
- C. arctica (Frey, 1918)
- C. arctiventris James, 1936
- C. argenteofasciatus (Bromley, 1931)
- C. argenteus Paramonov, 1962
- C. argyrophorus (Schiner, 1868)
- C. asiaticus Lindner, 1923
- C. asiliformis Preyssler, 1791
- C. ater (Williston, 1896)
- C. aterrimus (Williston, 1901)
- C. atricornis Stuckenberg, 1965
- C. auratus (Fabricius, 1805)
- C. aymara Lindner, 1924
- C. azurinus Frey, 1954
- C. basalis Walker, 1860
- C. basifasciatus Paramonov, 1962
- C. basiflavus Yang & Yang, 1992
- C. basilaris (Say, 1823)
- C. beameri Hardy, 1949
- C. bequaerti Curran, 1931
- C. betsileorum Stuckenberg, 1965
- C. binoculatus Edwards, 1915
- C. binotatus Loew, 1871
- C. birmanensis Brunetti, 1920
- C. bisectus Oldroyd, 1939
- C. bistriatipennis Brunetti, 1927
- C. boettcheri Frey, 1954
- C. brunneifrons Kertész, 1902
- C. caducus (Wiedemann, 1828)
- C. calchaqui Coscaron & Coscaron, 1995
- C. calopterus (Schiner, 1868)
- C. choui Yang & Yang, 1989
- C. chrysopiliformis (Lindner, 1924)
- C. clarapex Frey, 1954
- C. claricinctus Lindner, 1923
- C. clarus (Walker, 1852)
- C. clemendoti Stuckenberg, 1965
- C. cochinensis Brunetti, 1920
- C. coeruleothorax Lindner, 1925
- C. cognatus Stuckenberg, 1965
- C. collesi Paramonov, 1962
- C. commoni Paramonov, 1962
- C. connexus Johnson, 1912
- C. consanguineus Schiner, 1868
- C. correctus Osten Sacken, 1882
- C. cricosphaerota Speiser, 1914
- C. cristatus (Fabricius, 1775)
- C. cubensis Curran, 1931
- C. dauricus Frey, 1954
- C. davisi Johnson, 1912
- C. decisus (Walker, 1857)
- C. decoratus de Meijere, 1911
- C. depressiconus Frey, 1954
- C. dilatus Cresson, 1919
- C. diplostigma Bezzi, 1917
- C. ditissimis Bezzi, 1912
- C. dives Loew, 1871
- C. divisus Hardy, 1949
- C. donato Curran, 1931
- C. edgari Paramonov, 1962
- C. egregius de Meijere, 1919
- C. elegans Schiner, 1868
- C. erythrophthalmus Loew, 1840
- C. facetticus Paramonov, 1962
- C. fasciatus (Say, 1823)
- C. fascipennis (Brunetti, 1920)
- C. fasciventris Curran, 1931
- C. ferruginosus (Wiedemann, 1819)
- C. fimbriatus Stuckenberg, 1997
- C. flaveolus (Meigen, 1820)
- C. flavibarbus Adams, 1904
- C. flaviscutellus Yang & Yang, 1989
- C. flavopilosus Brunetti, 1920
- C. flavopunctatus Brunetti, 1909
- C. foedus Loew, 1861
- C. fulvidus Bigot, 1891
- C. fuscicinctus Brunetti, 1927
- C. fuscipes Bigot, 1887
- C. gansuensis Yang & Yang, 1991
- C. gemmiferus Frey, 1954
- C. georgianus Hardy, 1949
- C. gilvipennis Edwards, 1919
- C. golbachi Coscaron & Coscaron, 1995
- C. grandis Yang & Yang, 1993
- C. gratiosus Paramonov, 1962
- C. gravelyi Brunetti, 1920
- C. griffithi Johnson, 1897
- C. griseipennis Bezzi, 1912
- C. griveaudi Stuckenberg, 1965
- C. guangxiensis Yang & Yang, 1992
- C. guianicus Curran, 1931
- C. guttipennis Walker, 1861
- C. guttulatus de Meijere, 1914
- C. hakusanus Nagatomi, 1978
- C. hardyi Nagatomi & Evenhuis, 1989
- C. helvolus (Meigen, 1820)
- C. heroicus Paramonov, 1962
- C. howei Paramonov, 1962
- C. huashanus Yang & Yang, 1989
- C. hubeiensis Yang & Yang, 1991
- C. humeralis Brunetti, 1912
- C. humilis Loew, 1874
- C. hybridus Lindner, 1924
- C. iani Paramonov, 1962
- C. illustris Frey, 1954
- C. imitator Paramonov, 1962
- C. impar Walker, 1861
- C. incidens Curran, 1927
- C. indris Stuckenberg, 1965
- C. inka Lindner, 1924
- C. insularis Schiner, 1868
- C. intermedius Bezzi, 1895
- C. invalidus Williston, 1901
- C. irroratus Schiner, 1868
- C. itoi Nagatomi, 1958
- C. ivontakae Stuckenberg, 1965
- C. jamaicensis (Johnson, 1894)
- C. keiseri Stuckenberg, 1965
- C. kimoroensis Stuckenberg, 1965
- C. kincaidi Hardy, 1949
- C. komurae Matsumura, 1911
- C. kyotoensis Frey, 1954
- C. laetus Zetterstedt, 1842
- C. lateralis Oldroyd, 1939
- C. latifrons Bezzi, 1898
- C. latipennis Stuckenberg, 1965
- C. latistigma Curran, 1931
- C. latus Brunetti, 1920
- C. lemur Stuckenberg, 1965
- C. leonardi Curran, 1931
- C. leptiformis Kertész, 1902
- C. lii Yang. Yang. and Nagatomi, 1997
- C. lilianae Soboleva, 1986
- C. lineatus Lindner, 1929
- C. lokobiensis Stuckenberg, 1965
- C. longipalpis Hardy, 1949
- C. lucifer Walker, 1852
- C. lucimaculatus Yang & Yang, 1992
- C. luctuosus (Brunetti, 1909)
- C. luculentus Nagatomi, 1968
- C. ludens Loew, 1861
- C. lugubrinus de Meijere, 1924
- C. lupinus Osten Sacken, 1881
- C. luteolus (Fallén, 1814)
- C. mackerrasi Paramonov, 1962
- C. macularis Curran, 1931
- C. maculipennis (Walker, 1857)
- C. madecassus Stuckenberg, 1965
- C. maerens Loew, 1873
- C. magnipennis Brunetti, 1909
- C. malaisei Frey, 1954
- C. marmoratus Brunetti, 1909
- C. mcalpinei Paramonov, 1962
- C. megacephalus Stuckenberg, 1965
- C. mexicanus Bellardi, 1861
- C. modestus Loew, 1872
- C. mojiangensis Yang & Yang, 1989
- C. montanorum Paramonov, 1962
- C. moramangensis Stuckenberg, 1965
- C. morimotoi Nagatomi, 1968
- C. mundus Stuckenberg, 1965
- C. mutabilis Stuckenberg, 1965
- C. nagatomii Yang & Yang, 1991
- C. nanus Williston, 1901
- C. neimongolicus Yang & Yang, 1990
- C. nemoris Stuckenberg, 1965
- C. niger Bellardi, 1862
- C. nigricauda Beling, 1873
- C. nigrifacies Nagatomi, 1968
- C. nigrimaculatus Yang & Yang, 1991
- C. nigrimarginatus Yang & Yang, 1990
- C. nigripalpis Bezzi, 1912
- C. nigrocinctus Brunetti, 1927
- C. ningminganus Yang & Yang, 1993
- C. nitidiventris Tonnoir, 1927
- C. niveofarinosus Frey, 1954
- C. nobilipennis Frey, 1954
- C. norrisi Paramonov, 1962
- C. nubecula (Fallén, 1814)
- C. nudus Cresson, 1919
- C. obscuralatus Yang & Yang, 1989
- C. obscuratus de Meijere, 1914
- C. obscuribarbus (Loew, 1869)
- C. obscuripes Speiser, 1923
- C. okutanii Nagatomi, 1968
- C. opacifrons de Meijere, 1911
- C. opalescens Brunetti, 1920
- C. opalizans de Meijere, 1913
- C. ornatipennis (Brunetti, 1909)
- C. ornatus (Say, 1823)
- C. pallipes (Loew, 1869)
- C. pallipilosus Yang & Yang, 1992
- C. palparis Loew, 1869
- C. panamensis Curran, 1931
- C. parvus Yang, Yang, and Nagatomi, 1997
- C. peruanus Kertész, 1902
- C. philippii Lindner, 1924
- C. pilosus Leonard, 1930
- C. pingquanus Yang, Yang, and Nagatomi, 1997
- C. pingxianganus Yang & Yang, 1992
- C. plebeius Williston, 1901
- C. poecilapterus (Bezzi, 1912)
- C. praetiosus Loew, 1869
- C. propinquus Kertész, 1902
- C. proximus (Walker, 1848)
- C. puella Williston, 1901
- C. pullus Loew, 1869
- C. pusilla (Macquart, 1855)
- C. quadratus (Say, 1823)
- C. rhagiodes Bromley, 1931
- C. rotundipennis Loew, 1861
- C. rufipes Macquart, 1850
- C. ruiliensis Yang & Yang, 1990
- C. saffranus (Bigot, 1887)
- C. sauteri Bezzi, 1907
- C. schnusei Lindner, 1924
- C. segmentatus Brunetti, 1909
- C. sericeus Bromley, 1931
- C. shaanxiensis Yang & Yang, 1989
- C. shananus (Frey, 1954)
- C. shibuyai Nagatomi, 1968
- C. siculus Loew, 1869
- C. sigillatus Lindner, 1930
- C. silvaticus Nagatomi, 1968
- C. silvicola Nagatomi, 1968
- C. similis Brunetti, 1920
- C. simillimus de Meijere, 1914
- C. simplex de Meijere, 1904
- C. smaragdinus Kertész, 1902
- C. sogai Stuckenberg, 1965
- C. sordidus Brunetti, 1920
- C. splendidus Meigen, 1820
- C. squamithorax Brunetti, 1927
- C. stigma Brunetti, 1909
- C. stigmatias (Bigot, 1887)
- C. strigipennis de Meijere, 1914
- C. stylatus Walker, 1864
- C. subaquilis Nagatomi, 1968
- C. sucini Stuckenberg, 1965
- C. suomianus (Szilády, 1934)
- C. superbus Stuckenberg, 1965
- C. tanakai Nagatomi, 1978
- C. tasmaniensis White, 1914
- C. tenggeranus Frey, 1934
- C. testaceipes Bigot, 1887
- C. testaceus Loew, 1858
- C. tomentosus Bigot, 1887
- C. torrentium Thomas, 1978
- C. trifasciatus Walker, 1860
- C. trimaculatus Yang & Yang, 1989
- C. tsacasi Thomas, 1979
- C. tuckerei Bezzi, 1929
- C. turkestanus Lindner, 1931
- C. ugensis Nagatomi, 1968
- C. ungaranensis de Meijere, 1911
- C. unicolor Brunetti, 1909
- C. unicus Curran, 1931
- C. vacillans Walker, 1858
- C. vadoni Stuckenberg, 1965
- C. valdivianus Philippi, 1865
- C. varius Kertész, 1902
- C. velutinus Loew, 1861
- C. vespertinus Stuckenberg, 1965
- C. villosissimus Paramonov, 1962
- C. virtuosus Nagatomi, 1958
- C. waigiensis (Bigot, 1887)
- C. wirthi Stuckenberg, 1997
- C. xanthocromus Yang & Yang, 1990
- C. xanthopus Hardy, 1949
- C. xizangensis Yang & Yang, 1991
- C. yerburyi Brunetti, 1920
- C. yezonis Nagatomi, 1968
- C. yunnanensis Yang & Yang, 1990
- C. zanjensis Stuckenberg, 1965